# Dmitri Iàzov
Dmitri Timoféievitx Iàzov (en rus: Дми́трий Тимофе́евич Я́зов; nascut el 8 de novembre de 1923, a l'oblast d'Omsk - 25 de febrer de 2020) va ser el penúltim Ministre de Defensa soviètic i l'últim Mariscal de la Unió Soviètica designat abans del col·lapse de la Unió Soviètica (28 d'abril de 1990). Va ser l'únic mariscal de la Unió Soviètica que havia nascut a Sibèria.

## Biografia
Iàzov va allistar-se voluntàriament a l'Exèrcit Roig al novembre de 1941; i al no poder completar l'educació secundària, va inscriure's per estudiar a l'Escola d'Infanteria de Moscou, graduant-se al juny del 1942. Va lluitar a la Gran Guerra Patriòtica comandant escamots i companyies de fusellers als fronts de Volkhov i Leningrad, en les operacions ofensives al Bàltic i en el bloqueig de Curlàndia. Va ser ferit i condecorat en combat.
Després de la guerra, va graduar-se en els cursos de formació inicial per a oficials que es feren al Front de Volkhov; i posteriorment realitzà els cursos de formació avançada per a oficials de l'Exèrcit Roig, graduant-se el 1946 i sent nomenat comandant de companyia de fusellers. El 1953 va graduar-se a l'escola secundària, i el 1956 es graduà amb una medalla d'or a l'Acadèmia Militar Frunze, sent nomenat comandant de batalló. Des d'octubre de 1958 estava destinat a l'oficina d'entrenament de combat del districte militar de Leningrad. El 1962 és promogut a coronel, i durant la crisi dels míssils de Cuba va ser enviat en secret a l'illa, on va romandre un temps en alerta per repel·lir l'esperada invasió dels Estats Units. Des de desembre de 1963 era diputat, a més de ser del Departament de Planificació i la formació de forces combinades del personal de les forces armades del districte de Leningrad fins a 1965.
El 1967 es va graduar en l'Acadèmia Militar d'Estat Major, sent major general el 1968. Des de maig de 1974 va ser Cap del Departament Principal de Personal del Ministeri de Defensa. Des d'octubre de 1976, viceprimer comandant del Districte Militar de l'Extrem Orient. De 1979 a 1980, va ser comandant del Grup Central de les Forces armades a Txecoslovàquia. Des de novembre de 1980 va estar al comandament del Districte Militar de l'Extrem Orient, on va fer amistat amb Kim Il-sung i el 1986, quan, segons la revista Time, que va fer una impressió favorable en secretari general Mikhaïl Gorbatxov, que va portar a les promocions posteriors. Va ocupar el càrrec de Ministre de Defensa de la Unió Soviètica a partir de maig de 1987. Va ocupar el càrrec de Ministre de Defensa de la Unió Soviètica a partir de maig de 1987, després que el mariscal Sokolov dimitís del càrrec arran que l'alemany Mathias Rust aconseguís aterrar una avioneta a la Plaça Roja passant desapercebut per les defenses aèries soviètiques. Durant els seus tres primers anys com a ministre només tenia el rang de General d'Exèrcit, un fet inusual a la Unió Soviètica, i no va ser fins al 28 d'abril de 1990 quan el President soviètic Mikhaïl Gorbatxov el va promoure al rang de Mariscal de la Unió Soviètica.
Iazov era membre del PCUS des de 1944, membre candidat al Comitè Central del Partit des de febrer de 1981 i membre de ple dret a partir de 1987. Entre juny de 1987 i juliol de 1990 va ser membre candidat al Politburó del Comitè Central. Va ser membre del Consell Presidencial de la Unió Soviètica des de març fins a desembre de 1990; i membre del Consell de Seguretat de la Unió Soviètica des de desembre de 1990 fins a setembre de 1991. Iazov va ser el responsable del desplegament de les unitats russes d'ordres OMON a Letònia i Lituània a principis de 1991.
De tarannà conservador, ser impopular en els cercles de partidaris de la perestroika, unint-se als preparatius del Comitè d'Emergència de l'Estat; i en esclatar el cop d'estat va donar l'ordre perquè els tancs i altres equips pesats entressin a Moscou. Finalment, convençut del fracàs del cop, va dirigir-se a Foros, on Gorbatxov es trobava retingut a la seva datxa, sent detingut a l'aeroport al seu retorn.
Durant el període de Ieltsin, Iazov va ser processat i absolt el 1994. Més tard va passar a participar en les activitats dels veterans present entre els convidats d'honor en la desfilada de la victòria. Després de la seva dimissió, durant algun temps va ocupar el càrrec d'Assessor Militar en Cap de la Direcció General de Cooperació Militar Internacional del Ministeri de Defensa rus, així com assessor en cap de l'Acadèmia de l'Estat Major General. Fou membre dels òrgans rectors d'organitzacions públiques (inclosa la Comissió de la memòria del mariscal Júkov, el Fòrum "Reconeixement Públic", etc.) i Consultor en Cap del Centre Memorial Militar de les Forces Armades de Rússia.
Malgrat la selecció per Gorbatxov per la posició del ministre de Defensa, William E. Odom, en el seu llibre "El Col·lapse de la Unió Soviètica Militar," es repeteix la descripció Alexander Iakovlev de Yazov com un "mediocre oficial, apte per a comandar una divisió, res més alt». (Odom, 1998, p.111) suggereix Odom, Gorbatxov va ser només a la recerca d'"arribistes que seguirien les ordres".
Va morir a 2020 a causa d'una malaltia prolongada.

## Condecoracions
- Orde al Mèrit de la Pàtria de 4a classe
- Orde d'Honor
- Orde de Lenin (2)
- Orde de la Revolució d'Octubre
- Orde de la Bandera Roja
- Orde de la Guerra Patriòtica de 1a classe
- Orde de l'Estrella Roja
- Ordre de Servei a la Pàtria a les Forces Armades de 3a classe
- Medalla pel Servei de Combat
- Medalla del Centenari de Lenin
- Medalla al Servei Distingit en la Vigilància de les Fronteres de l'Estat
- Medalla de la defensa de Leningrad
- Medalla de la victòria sobre Alemanya en la Gran Guerra Patriòtica 1941-1945
- Medalla del 20è Aniversari de la Victòria en la Gran Guerra Patriòtica
- Medalla del 30è Aniversari de la Victòria en la Gran Guerra Patriòtica
- Medalla del 40è Aniversari de la Victòria en la Gran Guerra Patriòtica
- Medalla per la Consolidació de la Cooperació de Combat
- Medalla pel Desenvolupament de les Terres Verges
- Medalla del 30è Aniversari de l'Exèrcit i l'Armada Soviètics
- Medalla del 40è Aniversari de les Forces Armades Soviètiques
- Medalla del 50è Aniversari de les Forces Armades Soviètiques
- Medalla del 60è Aniversari de les Forces Armades Soviètiques
- Medalla del 70è Aniversari de les Forces Armades Soviètiques
- Medalla del 250è Aniversari de Leningrad
- Medalla pels 20 anys de Servei Militar
- Medalla pels 15 anys de Servei Militar
- Orde de la Bandera Roja (Afganistan)
- Orde de l'Amistat dels Pobles (Afganistan)
- Medalla del 40è Aniversari de la Victòria de Khalkin Gol (Mongòlia)
- Medalla del 50è Aniversari de la Revolució Popular de Mongòlia
- Ordre de Scharnhorst (RDA)
- Orde de Sant Beat Gran Príncep Dimitri Donskoi (Església Ortodoxa Russa)
- Orde de la Bandera Roja (Txecoslovàquia)
- Orde del Che Guevara (Cuba)